# Mähnen-Gerste
Die Mähnen-Gerste (Hordeum jubatum) ist eine Pflanzenart aus der Gattung Gerste (Hordeum) innerhalb der Familie der Süßgräser (Poaceae).

## Beschreibung

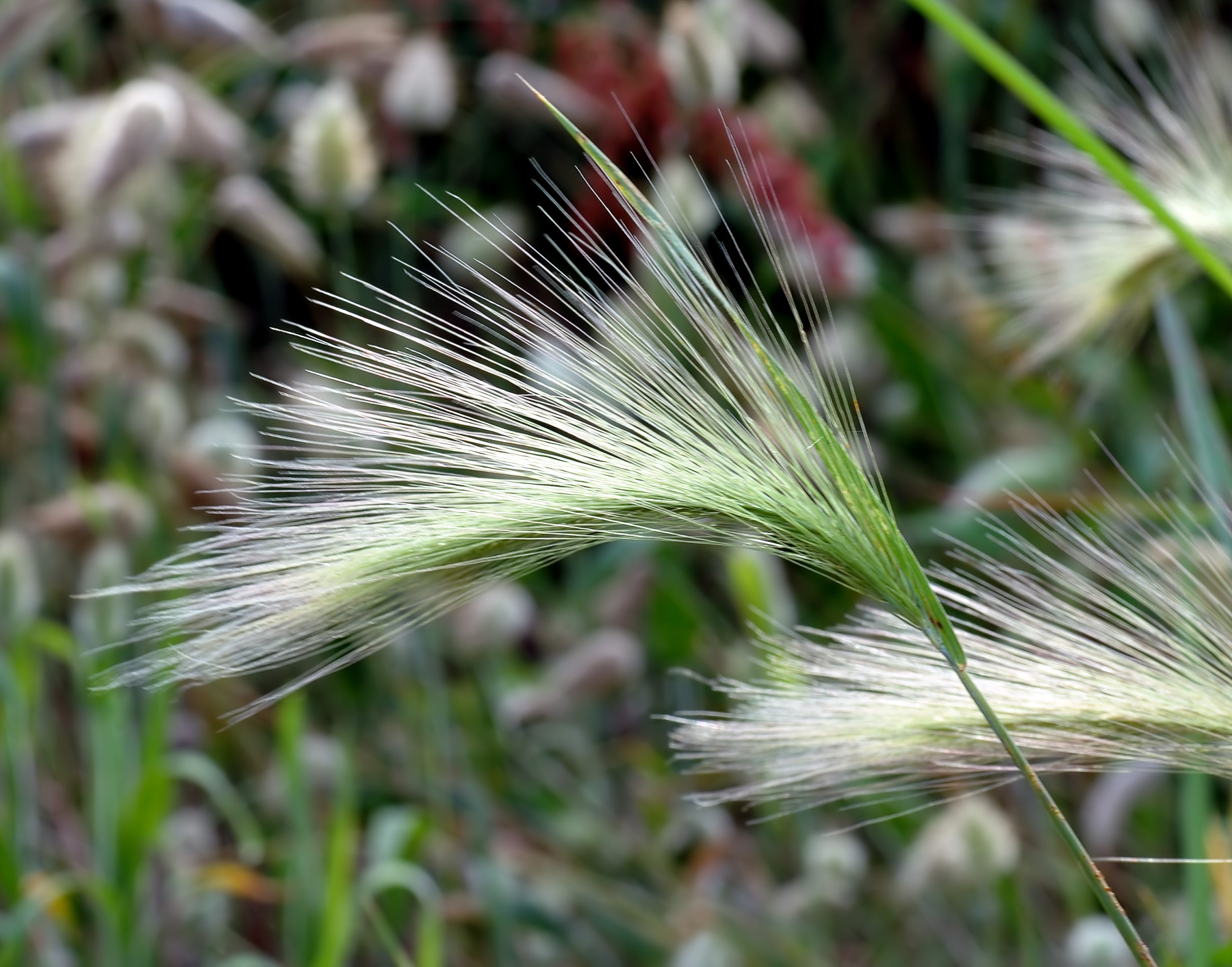
Blütenstand

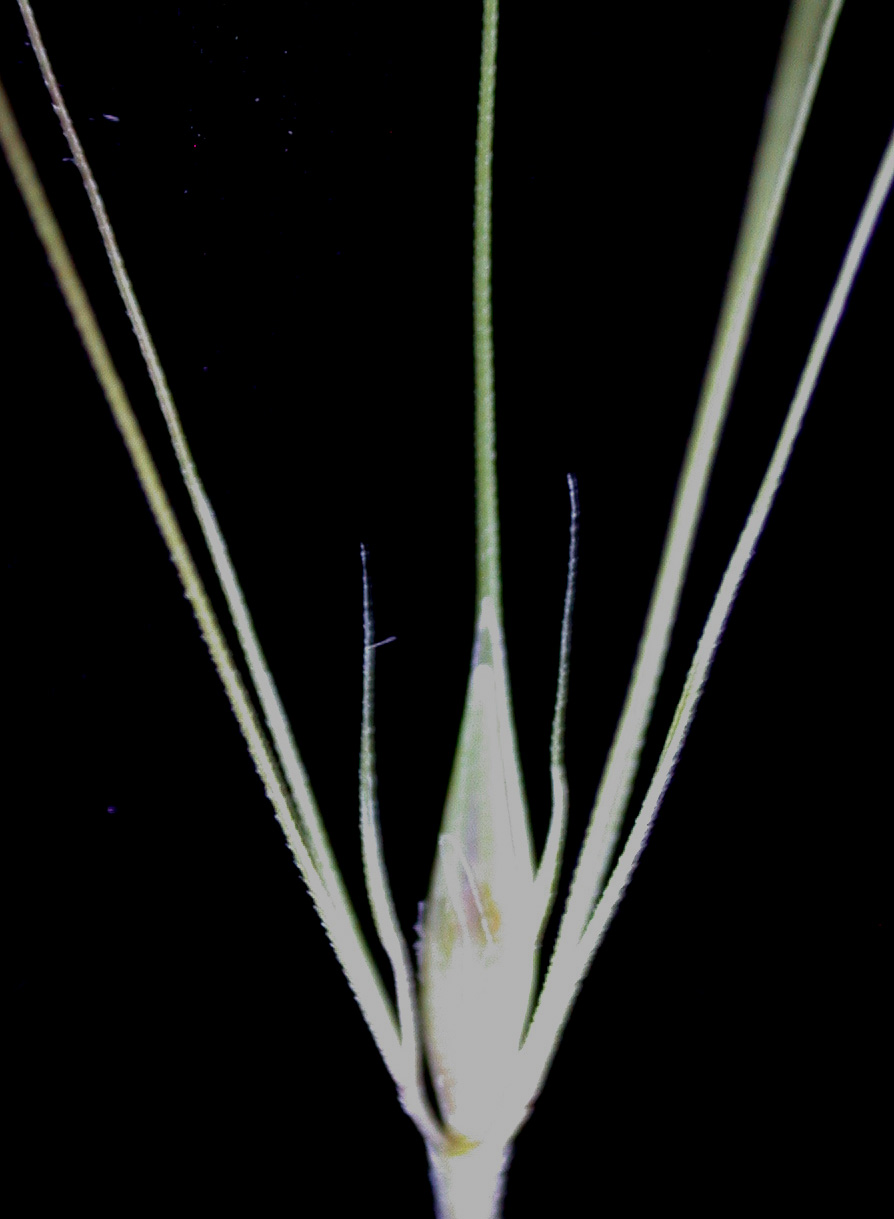
Ährchen

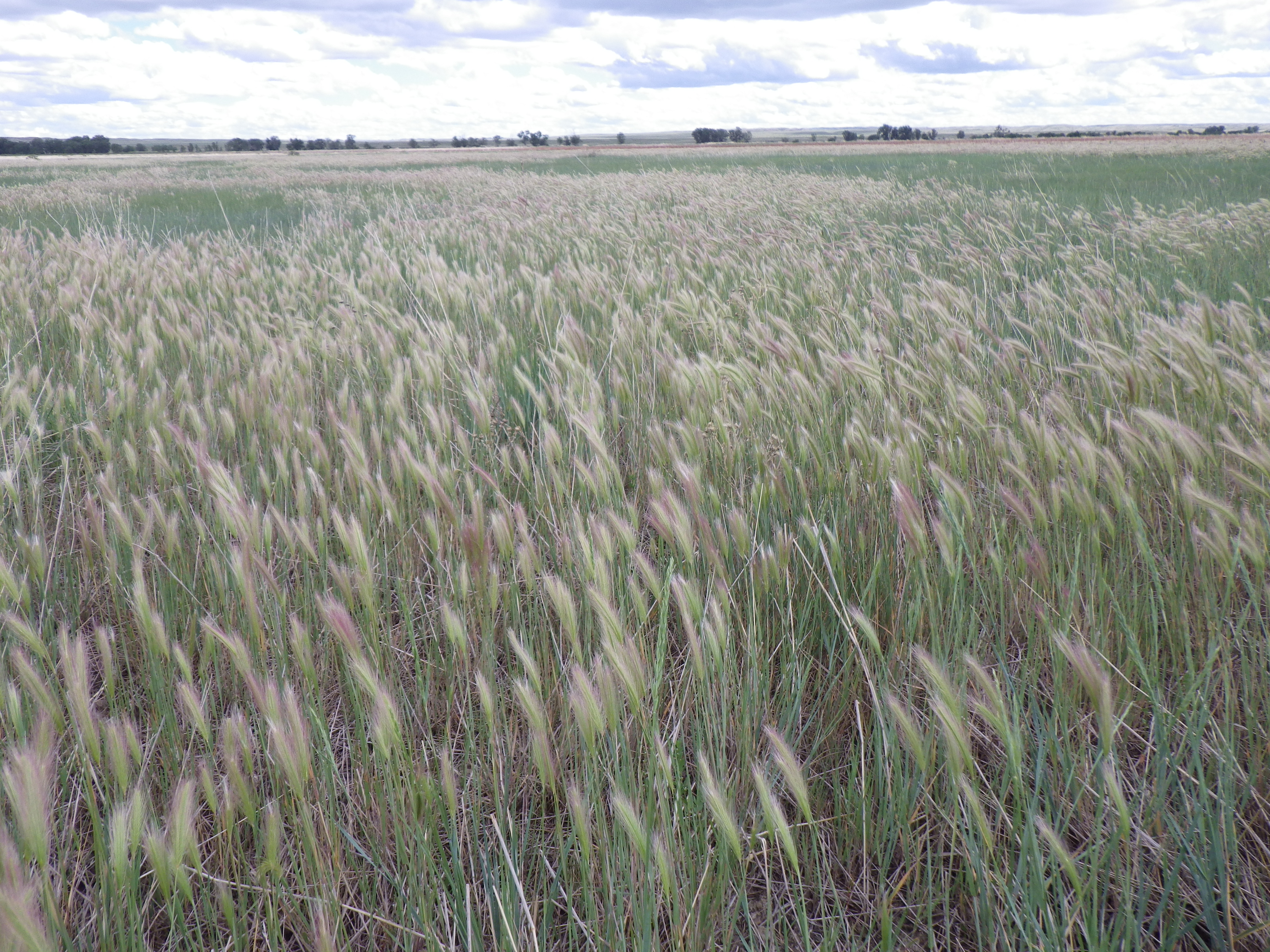
Bestand der Mähnen-Gerste in Nordamerika

### Erscheinungsbild und Blatt
Die Mähnen-Gerste wächst als ausdauernde krautige Pflanze und erreicht Wuchshöhen von 20 bis 50, selten bis zu 60 Zentimetern. Der Halm besitzt drei bis fünf Knoten (Nodien). Die Laubblätter sind im Sommer grün und weich überhängend. Die Stängelblätter sind auf beiden Seiten dicht behaart. Die Blattspreite ist flach, bis 16 Zentimeter lang und 2 bis 4 Millimeter breit.

### Blütenstand
Die Blütezeit liegt im Hochsommer. Die endständigen, überhängenden ährigen Blütenstände sind seidig silberweiß, färben sich gegen Sommerende beige und haben oft einen leichten Rotstich. In einem ährigen Blütenstand stehen drei bis sechs Ährchen dicht beisammen. 
Die Ährchen sind einblütig. Das mittlere Ährchen in einer Dreiergruppe ist fruchtbar und sitzend; die beiden seitlichen sind steril und haben einen etwa 1 Millimeter langen Stiel. Die Hüllspelzen des mittleren Ährchens sind untereinander gleich, bis 60 Millimeter lang und grannenförmig. Die Deckspelze des mittleren Ährchens ist fünfnervig, 6 bis 7 Millimeter lang und läuft in eine bis 60 Millimeter lange Granne aus. Die Vorspelze ist zweinervig und etwa 5 Millimeter lang. Die Staubbeutel sind 1 bis 1,5 Millimeter lang.

### Chromosomensatz
Die Mähnen-Gerste ist mit einer Chromosomenzahl von 2n = 28 tetraploid. Entstanden ist sie durch die Kreuzung (Hybridisierung) einer zentralasiatischen Gerstenart mit der nordamerikanischen Art Hordeum brachyantherum (oder einer damit nahe verwandten aber heute ausgestorbenen Art).

## Vorkommen
Die Mähnen-Gerste stammt ursprünglich aus dem nördlichen Nordamerika (Alaska, Kanada), und aus Asien vom nordöstlichen Sibirien bis zum Kaukasus. Sie wird in Gärten kultiviert und ist häufig als „Gartenflüchtling“ ausgewildert, so dass diese Art heute in vielen Regionen der Welt als „Unkraut“ vorkommt. In Europa kommt sie eingeschleppt oder eingebürgert in fast allen Ländern Europas vor und fehlt nur in Portugal, Spanien, Irland und auf der Balkanhalbinsel.
Sie gedeiht auf frischen, nährstoffreichen, zum Teil salzhaltigen Böden in humiden Klima. Sie wächst in Gesellschaften der Verbände Sisymbrion oder Agropyro-Rumicion am Rand salzgestreuter Straßen.
In Deutschland ist die Mähnen-Gerste an der Küste in den Strandwiesen und an der Mündung größerer Flüsse eingebürgert. Im Binnenland kommt sie sehr zerstreut an Salzstellen vor. Eingebürgert ist sie in Deutschland in Niedersachsen, Nordrhein-Westfalen, Sachsen-Anhalt und in Thüringen. In der Schweiz kommt sie seit 1906 im Oberengadin eingebürgert vor. Bemerkenswert ist, dass die Art auch gern in der Nähe von Magnesitwerken in Deutschland und Österreich vorkommt. Seit 1975 nahmen auch Vorkommen an Straßenrändern und Böschungen sprunghaft zu. Obwohl die Pflanzen reichlich blühen und auch Früchte ausbilden, können sie sich oft nur kurze Zeit halten, weil kein Nachwuchs aufkommt. Vielfach ist die "Autobahnpflanze" dann auch wieder verschwunden.
Die ökologischen Zeigerwerte nach Landolt et al. 2010 sind in der Schweiz: Feuchtezahl F = 2+w (frisch aber mäßig wechselnd), Lichtzahl L = 4 (hell), Reaktionszahl R = 3 (schwach sauer bis neutral), Temperaturzahl T = 4+ (warm-kollin), Nährstoffzahl N = 3 (mäßig nährstoffarm bis mäßig nährstoffreich), Kontinentalitätszahl K = 4 (subkontinental), Salztoleranz = 1 (tolerant).
Die Mähnen-Gerste bevorzugt sonnige Standorte und ist salztolerant.

## Taxonomie
Die Mähnengerste wurde 1753 von Carl von Linné in Species Plantarum Tomus I, S. 85 als Hordeum jubatum erstbeschrieben. Ein Synonym von Hordeum jubatum L. ist Critesion jubatum (L.) Nevski.